# Remenus bilobatus
Remenus bilobatus är en bäcksländeart som först beskrevs av James George Needham och Peter Walter Claassen 1925.  Remenus bilobatus ingår i släktet Remenus och familjen rovbäcksländor. Inga underarter finns listade i Catalogue of Life.